# Tanacetum boreale
Tanacetum boreale là một loài thực vật có hoa trong họ Cúc. Loài này được Fisch. ex Link miêu tả khoa học đầu tiên.